# Årsnederbörd
Årsnederbörd är när man kalkylerar ihop årets totala nederbörd i ett område (land, region, stad etc) ofta i millimeter. 
Man brukar säga att mellan 700 och 1000 mm per år är vanligt i form av nederbörd. Under 200 kan räknas som ökenvarning. När det överstiger 2000 mm kan man säga att det är likt tropiska regnskogar eller den norska kusten (Bergen). 
I Sverige är den högst uppmätta årsnederbörden 1866 mm, uppmätt år 2008 i Mollsjönäs i Västergötland.